# Schiaparelli (entreprise)
Elsa Schiaparelli SA, connue sous le nom Schiaparelli, est une maison de haute couture créée par la couturière italienne Elsa Schiaparelli en 1927,, et s'orientant, après un rachat de la marque en 2007, vers le prêt-à-porter de luxe. Elle est considérée comme une maison aux influences surréalistes, connue pour la couleur « rose shocking », ainsi que pour ses créations célébrant l’étrange, l’anatomie humaine, l’humour, le mélange des genres et la réduction des frontières entre l’art et la mode,,,,,. Le style de la maison a souvent été qualifié de « chic dur ».
La société actuelle, enregistrée à la greffe de Paris le 1er janvier 1957, est depuis 2007 la propriété de Diego Della Valle,,.
Le directeur artistique actuel est Daniel Roseberry depuis le 23 avril 2019.

## Historique

### Naissance dans l'Entre-deux-guerres
L’histoire de la maison débute avec une collection de pulls en maille noir et blanc, créée par Elsa Schiaparelli pour le sport. Ce modèle de pull en maille avait un nœud blanc tricoté en trompe l’œil sur fond noir. Il a été fabriqué à la main par une amie arménienne, Aroosiag Mikaëlian, qui restera longtemps au sein de la maison et qu'Elsa Schiaparelli appelait « Mike »,.
Après avoir travaillé comme styliste à la maison Lambal, Elsa Schiaparelli obtient une première boutique au 4, rue de la Paix et y déménage le 1er janvier 1928,,. C’est Charles Kahn, homme d'affaires lié aux Galeries Lafayette et qui avait déjà investit dans l’entreprise Vionnet, qui soutient financièrement le projet. L’espace au 4, rue de la Paix était constitué d’une chambre, d’un salon, d’un atelier de travail, d’une boutique. Il fut aussi la résidence de la couturière pendant sept années, avant qu’elle n’emménage avec son amie la comtesse Gab de Robilant rue de Ponthieu, puis Boulevard Saint-Germain,.

La plaque de la devanture au 4, rue de la Paix indiquait dans un premier temps :

Schiaparelli 
Pour le sport

puis

Schiaparelli 
 Pour le sport 
 Pour la ville 
 Pour le soir

Dès la création de la maison, Schiaparelli présente des idées novatrices, poétiques et conceptuelles, ainsi que des couleurs audacieuses en opposition avec les goûts de l’époque,. Elsa Schiaparelli innove aussi avec les derniers progrès techniques de l’industrie textile en utilisant par exemple un nouveau tissu en laine élastique breveté par Rodier et déjà utilisé par Jean Patou. Elle propose aussi des concepts de vente originaux, comme des châles vendus avec des chaussettes de la même couleur ,. Elle lance dès 1928 son premier parfum, « S », dans un packaging noir et blanc. C’est également en 1928 qu’elle commence à utiliser le tweed pour des vestes, vendues plus cher en prêt-à-porter que chez Chanel. La maison se développe alors dans les robes du soir,,.Lors du Krach boursier de 1929, la maison Schiaparelli ne fut pas autant affaiblie que d’autres maisons de couture comme Mary Nowitzky, avec qui Schiaparelli partageait la même mode du sport. La maison a résisté à cette crise en partie grâce aux marchés conclus avec l’industrie américaine, à qui Elsa Schiaparelli avait cédé des licences de chaussures et de bas, mais aussi en utilisant les tissus que les États-Unis cherchaient à promouvoir.

### Place Vendôme
En 1935, le passage du 4, rue de la paix au 21, place Vendôme, consacre Schiaparelli parmi les grandes maisons du luxe français. Ce nouvel espace fait alors quatre-vingt dix huit pièces,. Ses voisins sont l’hôtel Ritz et les joailliers Chaumet et Boucheron.
Pour l’ouverture au 21, place Vendôme, la maison fait imprimer les parutions presse qui parlent d’elle sur des tissus de soie qu’elle utilise dans ses créations,. En 1936, Elsa Schiaparelli commence à travailler avec Dali qui dessinera la robe homard. La maison collabore aussi avec de nombreux artistes : des lignes de vêtements ou d’accessoires sont créés avec Man Ray, Elsa Triolet, Schlumberger, Meret Openheim, etc,. La maison développe des lignes de parfum comme Zut, Shocking, Shocking you, So sweet, Snuff, dont les contenants manifestent le goût d'Elsa Schiaparelli pour le surréalisme,,.

### Années de guerre

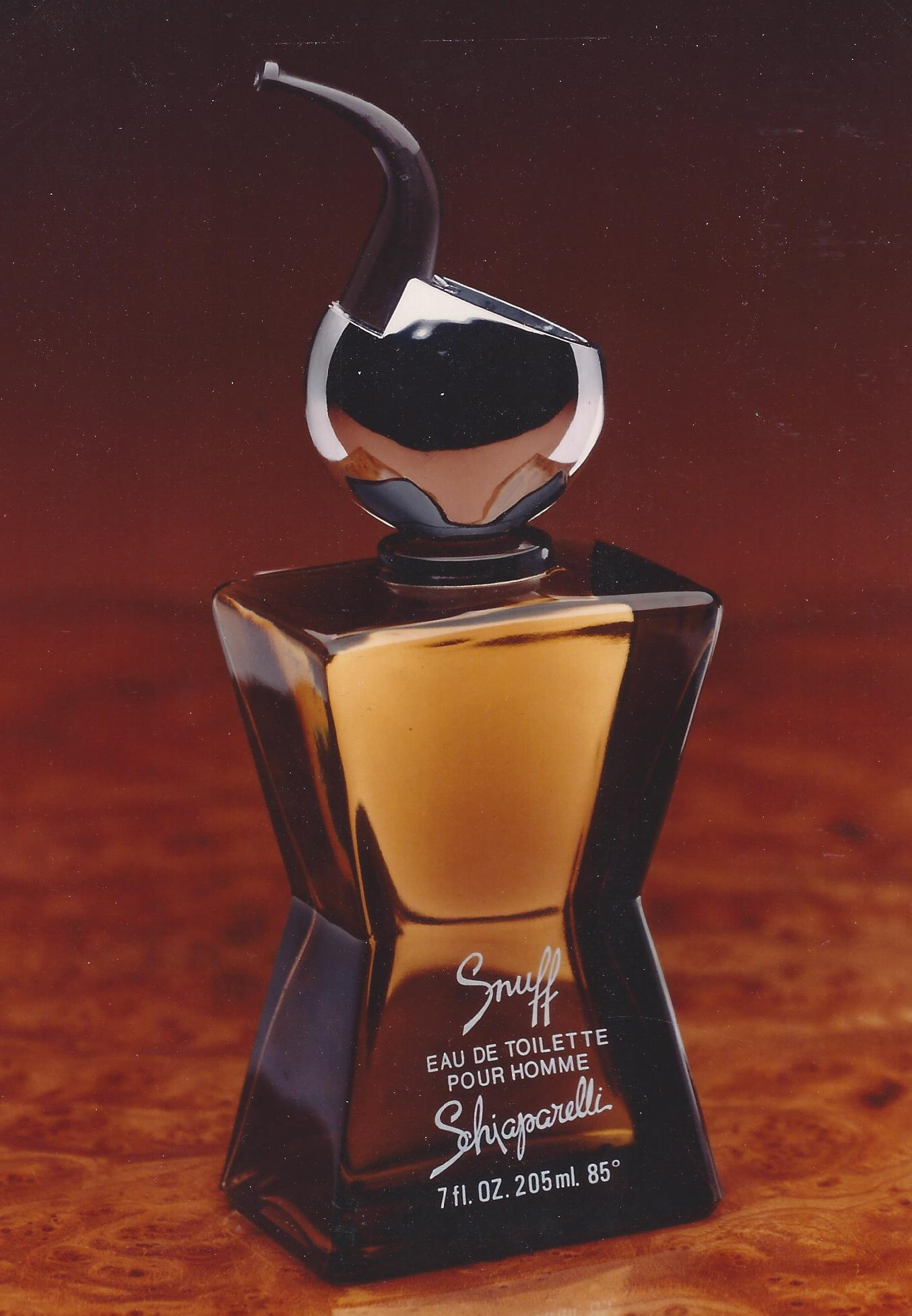
Le parfum Snuff : comme tous les autres parfums de la maison, il célèbre la lettre « S ».

Pendant la guerre, Elsa Schiaparelli reste aux États-Unis,. Les salons de la maison à Paris sont alors dirigés par sa collaboratrice Irène Dana. Aux États-Unis, Elsa Schiaparelli accorde des licences à quatre fabricants américains pour produire des vêtements dont l'étiquette indique « Authorized Schiaparelli Reproduction - Special Collection 1940 ». L'argent obtenu par ces licence est destiné à soutenir les maisons de couture parisienne souffrant de l'arrêt de l'économie française dû à la guerre.
À Paris, la maison Schiaparelli est placé sous administration allemande en février 1942, Charles Kahn et Charles Blumenthal étant juifs et détenant la majorité du capital de la maison. Elsa Schiaparelli s'était nommée en mai 1941 Directeur Général afin d'éviter que le régime nazi saisisse son commerce, mais son plan n'a pas fonctionné.
À la fin de la guerre, Elsa Schiaparelli revient à Paris. Le 21 rue Vendôme se renouvelle avec un nouvel aménagement intérieur. En 1946, la maison lance la parfum « Le Roy Soleil », dessiné par Dalì et réalisé par Baccarat,.
La maison Schiaparelli connait petit à petit le déclin : les ventes place Vendôme n’arrête pas de diminuer, alors que le prix des créations augmentent,. Elsa Schiaparelli ferme la partie couture de sa maison en 1954. Elle continue à vendre ses parfums et à parcourir le monde pour en faire la promotion.

### Serge Lepage, années 1970
Quatre ans après le décès d'Elsa Schiaparelli, Serge Lepage est nommé directeur créatif par le nouveau propriétaire.
Cinq collections de haute couture, présentées entre janvier 1977 et janvier 1979, et deux collections de prêt-à-porter voient le jour.

### Retour de Schiaparelli
En 2007, Diego Della Valle du groupe Tod's, également propriétaire du chausseur Roger Vivier, rachète la marque à un compatriote italien qui l'avait laissée dépérir,.
Au printemps 2012, le Métropolitan Museum de New York confronte, artistiquement, Elsa Schiaparelli à Miuccia Prada dans une exposition intitulée « Impossible Conversations ». Elle met en relief les affinités entre les créations de Schiaparelli des années 1920 à 1950 et celles, actuelles, de Prada. Il est possible d'y voir notamment sur écran une étonnante conversation virtuelle entre ces deux grandes personnalités de la mode.
En juillet 2012, après 60 ans d'absence, la marque annonce son retour au 21, place Vendôme avec une décoration décrite comme « fantasque », composée de façon hétéroclite par les meubles du décorateur Vincent Darré, des toiles de Pierre Le-Tan, des dessins de Cocteau, les anciens miroirs de Saint Laurent et toutes sortes d'objet afin de recréer une ambiance surréaliste et décalée, proche de des goûts de la couturière.

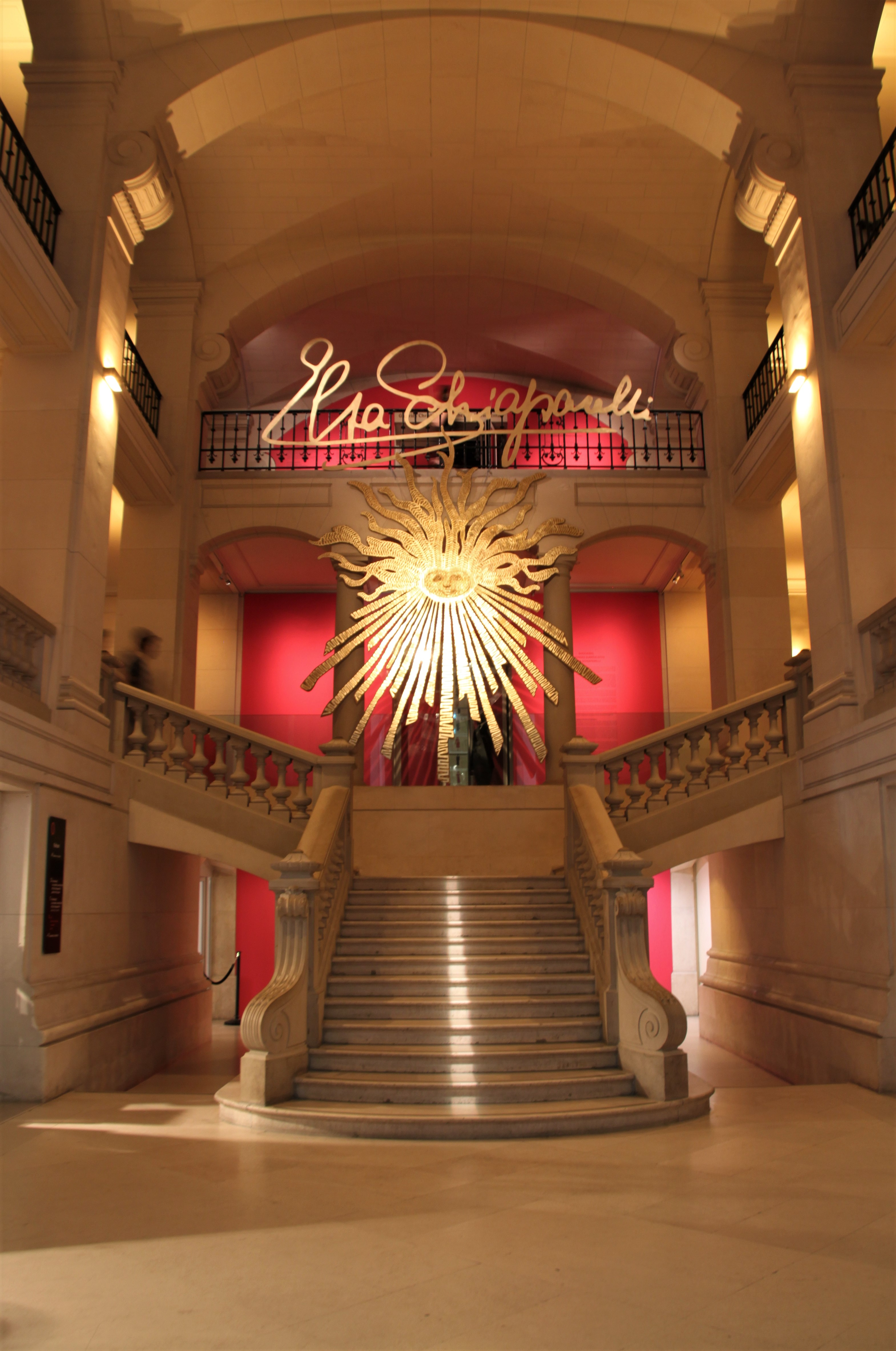
Exposition Elsa Schiaparelli 2022-2023, musée des Arts décoratifs, Paris

Farida Khelfa, ancienne muse de Jean Paul Gaultier, devient l'égérie publicitaire, et le couturier Christian Lacroix dessine une collection en hommage à la créatrice. La direction de la création de la nouvelle maison est assurée par le styliste Marco Zanini. À la fin de 2013, la marque se voit nommée « Membre invité » par la Chambre syndicale de la Haute couture et elle défile pour la première fois depuis fort longtemps le 20 janvier 2014 puis le 7 juillet de la même année. Le 28 avril 2015, Bertrand Guyon est nommé directeur du Style pour l’ensemble des collections « Couture » et « Prêt-à-porter » de l'entreprise Schiaparelli et se réinstalle au 21 place Vendôme, où travaillait Elsa Schiaparelli. Le mardi 23 avril 2019, quelques jours après avoir annoncé le départ de Bertrand Guyon, directeur artistique de Schiaparelli durant quatre années, la maison annonce le nom de son successeur : Daniel Roseberry. Celui-ci, né au Texas et âgé de 33 ans, a passé dix ans aux côtés de Thom Browne à la tête des collections Femme et Homme de l'entreprise homonyme.
En 2020, la marque retrouve la notoriété à travers les réseaux sociaux et des produits qui reprennent souvent les formes du corps humains, comme des mamelons de seins, des ongles, des oreilles, des nez, des dents,,.
Le 12 octobre 2021, la société ouvre un emplacement au sein du grand magasin Bergdorf  Goodman à New York.

## Héritage stylistique
Les éléments visuels souvent réutilisés par la marque sont la couleur rose, l’usage de motifs surréalistes, les « boutons-sculptures », l’usage d’accessoires et de bijoux créés par des artistes, l’exposition de la marque à travers des célébrités, le mélange de genre, les images anatomiques,.
Parmi les représentations anatomiques, Elsa Schiaparelli avait créé un chapeau « brain » qui reprenait la forme du cerveau humain, ou une broche en forme d’œil, dessiné par Jean Cocteau vers 1937, ou enfin des boutons avec des jambes sorties de jupons.
La volonté du directeur artistique actuel, Daniel Roseberry, de développer une maison de couture « alternative » répond à la position dans laquelle était la maison initialement, qui n’a jamais eu peur de défrayer la chronique,.

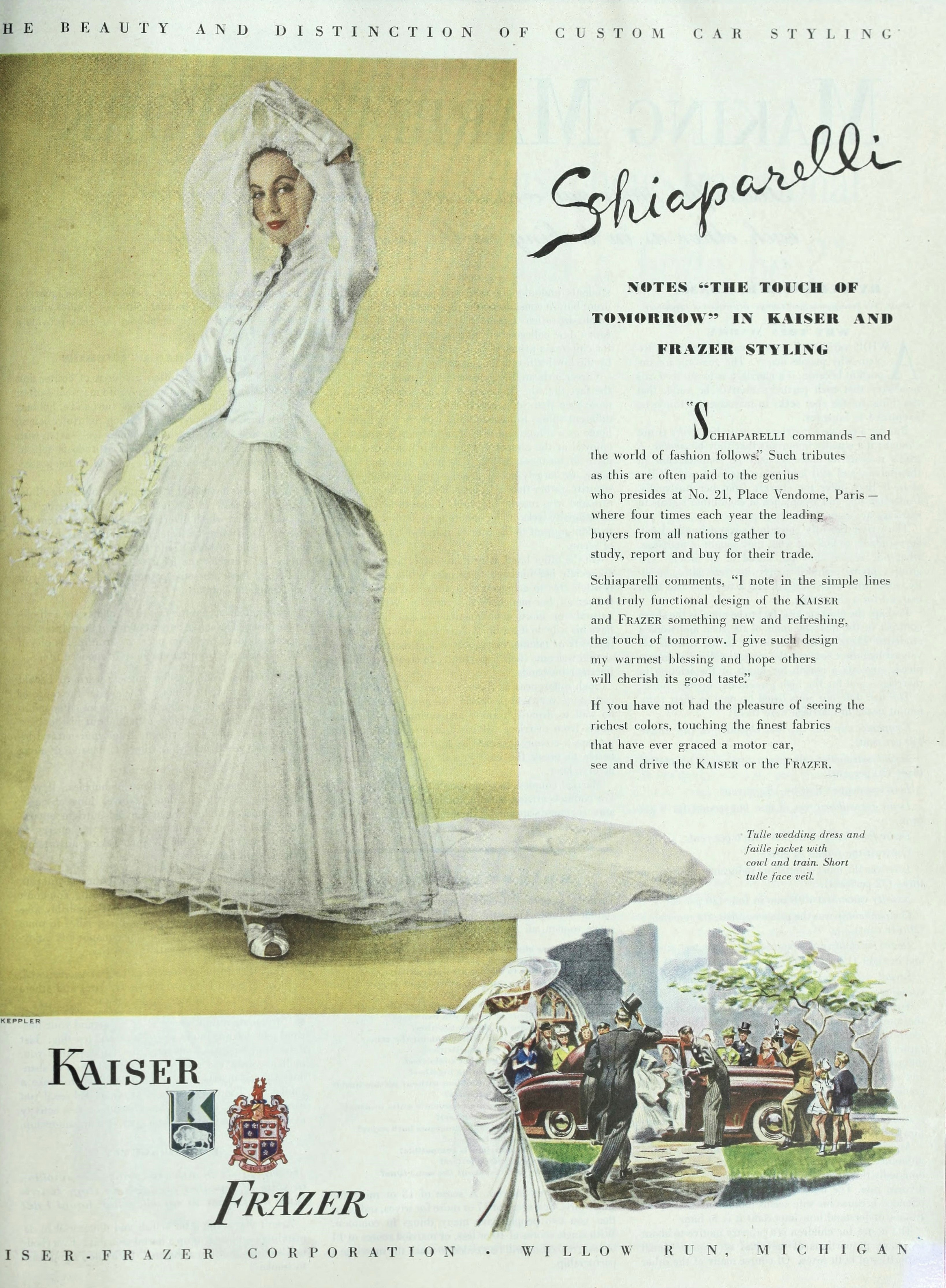
Une publicité Kaiser Frazer associée à Schiaparelli aux États-Unis.

À l’époque d’Elsa Schiaparelli, la maison était reconnue par sa clientèle pour ses vestes boutonnées de haute couture à l’artisanat très sophistiqué, avec des broderies souvent réalisées par Lesage, dont l’esthétique était à l’extrême opposé des vestes Chanel, alors sa contemporaine et sa rivale,. Lors du vivant de la couturière et certainement pour plaire à une clientèle plus discrète, la maison produisait déjà des vêtements à l’esthétique sobre au sein de collections surréalistes.

## L'entreprise

### 21, place Vendôme
Les locaux actuels de la marque situés au 21, place Vendôme, sont les mêmes qu’Elsa Schiaparelli avait acquis de la maison Louise Chéruit.
La maison initiale possédait des vitrines au rez-de-chaussée du 21 de la place Vendôme, alors que la boutique actuelle se situe au premier étage. C’est Jean-Michel Frank, qui avait déjà réalisé la décoration de ses précédents domiciles et de la boutique au 4, rue de la Paix, qui aménage l’intérieur en 1936. La décoration était entièrement blanche, avec des colonnes et des cendriers à tige torsadées réalisés en collaboration avec Alberto Giacometti. La décoration actuelle, créée par Vincent Darré, inclut désormais des éléments du domicile d’Elsa rue de Berry, en plus d’archives et d’œuvres liées à sa vie,.

### Modèle économique
Comme souvent dans les maisons de mode, le modèle économique initial était la haute couture soutenue par la production de parfum et de licences, alors que la marque actuelle se développe à travers le modèle classique du prêt-à-porter de luxe, accompagné de présentations et de défilés,.

### Directeurs artistiques
- 1977 : Serge Lepage
- 2013 : Christian Lacroix[92]
- 2013 : Marco Zanini
- 2015 : Bertrand Guyon[93]
- 2019 : Daniel Roseberry[94],[95],[96],[97]